# 眞庭城聖
眞庭 城聖（まにわ じょうせい、1986年5月27日 - ）は、福岡県出身の元プロバスケットボール選手である。現役時代のポジションはフォワード。身長193cm、体重88kg。B.LEAGUEの滋賀レイクスターズのGMを務めている。
ストリートボールチーム出身で、ストリートボールではMONEYの名で知られる。

## 来歴

### プロ以前
小学校5年生でミニバスケットボールを始める。福翔高校在学中はセンターとしてプレイし、国民体育大会における福岡県選抜メンバーに選ばれた。
高校卒業後は日本体育大学に進学し、全日本大学バスケットボール選手権大会では2006年と2007年の2度スリーポイント王を受賞、4年次にはキャプテンも務めた。また22歳以下のバスケットボール男子日本代表候補にも選出された。
大学卒業後は実業団に進まずモデルに転身する。その一方でストリートボールチームのUNDERDOGに加わり、SOMECITYやHOOPERSなどストリートボールリーグに参戦すると、2012年にゼビオアリーナ仙台で行われたNBA主催の大会NBA 3Xで優勝しMVPに選出されるなどの実績を挙げた。

### プロ入り後
2013年、NBLの開始に向け新たに結成された熊本ヴォルターズに入団し、5人制競技に復帰。2季在籍したのち、2015-16シーズンはbjリーグに在籍していた、地元クラブのライジング福岡に入団するも、契約満了に伴い1年で退団。新リーグB.LEAGUEの自由交渉選手リストに公示されることとなった。

### 茨城時代
2016年7月1日付でB2リーグ所属の茨城ロボッツへの入団が、前田陽介、河野誠司と共に発表された。また、この年から3人制バスケットボール・3x3での活動も本格化し、BREX.EXEへと加入。BREX.EXEでの活動は、チーム名が「UTSUNOMIYA BREX.EXE」に解消された後の2020-21シーズンの終了まで続けられ、自身も日本代表候補に度々選出されるようになった。
2016-17シーズンは、シーズン当初こそ前田と定位置を争ったものの、後半戦からスモールフォワードの定位置を獲得し、シーズン後半の1試合を欠場した以外、59試合に出場。シーズンの後半には常時スターター出場をするようになり、この後2020年1月に途切れるまで、181試合連続スターター出場を果たすことになる。このシーズンでは特に3月以降に行われた20試合中、17試合で2桁得点を記録するなど、飛躍の兆しを見せた。
在籍2季目の2017-18シーズンからは、キャプテンに就任。2019-20シーズンまで3季にわたって務めることとなる。このシーズンはさらに成績を伸ばし、B2の日本人選手最多となる1試合平均13.1得点を挙げるなど、スコアラーとしての活躍も目立つようになる。ローポストでの動きやシュート力を武器に、茨城でもここから3シーズンの間、日本人選手の最多得点を挙げ続けた。
2020-21シーズン、茨城は平尾充庸を新キャプテンに指名すると、眞庭はシーズン序盤から低調なパフォーマンスに終始し、平均得点はBリーグ開幕以来最低の3.9に留まり、合計プレータイムも前のシーズンから半分以上減らすなど、立場の変化が見られた。シーズン中盤・1月の越谷アルファーズ戦では試合メンバーにエントリーしていたもののプレータイムは無く、自身4年ぶりの欠場となった。チームは念願だったB1昇格を果たしたものの、このシーズン限りで退団。5季在籍の実績を称えられ、退団時にはクラブ初となる壮行会が行われた。

### 山形時代
2021-22シーズンは山形ワイヴァンズへと移籍。奮起が期待されるシーズンとなったが、出場試合の中で2桁得点を記録した試合もあれば、20試合で無得点となるなど、パフォーマンスに波のある状態が続いてしまう。翌2022-23シーズンには茨城時代以来となるキャプテンに就任し、プレータイム、平均得点などを再び向上させた。

### 滋賀時代
2023-24シーズンは滋賀レイクスへと移籍。昇格経験を買われての移籍となり、滋賀の社長を務める原毅人は、SOMECITY、HOOPERSを同時期に過ごした間柄でもある。滋賀では初年度から副キャプテン・オフコートキャプテンを務める。2023-24シーズンをもって現役から引退した。
2024年5月25日に滋賀のGMに就任したことが発表された。